# Phipun (huyện)
Phipun (tiếng Thái: พิปูน) là một huyện (amphoe) ở phía bắc của tỉnh Nakhon Si Thammarat, miền nam Thái Lan.

## Địa lý
Các huyện giáp ranh (từ phía đông bắc theo chiều kim đồng hồ) là Nopphitam, Phrom Khiri, Lan Saka, Chawang của tỉnh Nakhon Si Thammarat, Wiang Sa và Ban Na San của tỉnh Surat Thani.

## Lịch sử
Tiểu huyện (King Amphoe) được lập ngày 1 tháng 9 năm 1972, khi hai tambon Phipun và Kathun đã được tách ra từ huyện Chawang. Đơn vị này đã được nâng cấp thành huyện ngày 8 tháng 9 năm 1976.

## Hành chính
Huyện này được chia thành 5 phó huyện (tambon), các đơn vị này lại được chia ra thành 43 làng (muban). Phibun là một thị trấn (thesaban tambon) nằm trên một phần của tambon Phibun. Có 5 Tổ chức hành chính tambon.
| \| STT \| Tên \| Tên tiếng Thái \| Số làng \| Dân số \| \| \| --- \| ----------- \| -------------- \| ------- \| ------ \| \| \| 1. \| Phipun \| พิปูน \| 7 \| 5.103 \| \| \| 2. \| Kathun \| กะทูน \| 9 \| 5.398 \| \| \| 3. \| Khao Phra \| เขาพระ \| 12 \| 7.557 \| \| \| 4. \| Yang Khom \| ยางค้อม \| 9 \| 5.507 \| \| \| 5. \| Khuan Klang \| ควนกลาง \| 6 \| 4.013 \| \| | Map of Tambon |                |         |        |  |
| STT | Tên           | Tên tiếng Thái | Số làng | Dân số |  |
| 1. | Phipun        | พิปูน            | 7       | 5.103  |  |
| 2. | Kathun        | กะทูน           | 9       | 5.398  |  |
| 3. | Khao Phra     | เขาพระ         | 12      | 7.557  |  |
| 4. | Yang Khom     | ยางค้อม         | 9       | 5.507  |  |
| 5. | Khuan Klang   | ควนกลาง        | 6       | 4.013  |  |